# 자유당 (1950년 일본)
자유당(自由黨)은 1950년부터 1955년까지 일본에 존재하던 정당이다. 나중에 이 당에서 분리된 하토야마 자유당과 구분하기 위해 요시다 자유당이라고도 한다. 이후 일본민주당과 합쳐 자유민주당이 되었다.

## 역사
단독 강화 실현을 위해 민주자유당의 요시다 시게루 총재는 민주당의 이누카이 다케루 총재에게 보수 결집을 촉구하였다. 이에 민주당 내에서 이누카이와 호리 시게루 간사장의 연립파와 도마베치 기조 최고위원장의 분열이 일어났고, 결국 전년도의 1949년 총선에서 제1당이 된 민주자유당과 민주당의 합동 지지파가 합류하여 자유당을 결성했다.
공직추방 조치가 해제된 이후 복귀한 하토야마 이치로 등이 요시다의 원맨 노선에 반발하여 반요시다 파벌을 형성하기 시작하였다. 끝내 하토야마파는 일본자유당으로 분립하여 이후 고노 이치로, 기시 노부스케, 미키 부키치 등과 함께 일본민주당의 결성으로 이어졌다. 그러나 1955년에 보수 세력 통합을 위해 일본민주당과 합당하여(보수합동) 자유민주당을 결성하게 되었다.